# Marque (marketing)
Pour les articles homonymes, voir Marque.
 (septembre 2015).
Une marque est définie en France par le Code de la propriété intellectuelle comme un « signe servant à distinguer les produits ou services d'une personne physique ou morale de ceux d'autres personnes physiques ou morales ».
Le Code de la propriété intellectuelle donne une liste des signes susceptibles de constituer une marque. Cette liste, assez large et non limitative comprend notamment : les noms patronymiques, les pseudonymes, les noms géographiques, les dénominations arbitraires ou de fantaisie, la forme caractéristique du produit ou de son conditionnement, les étiquettes, enveloppes, emblèmes, empreintes, timbres, cachets, vignettes, lisières, lisérés, combinaisons ou dispositions de couleurs, dessins, reliefs, lettres, chiffres, devises,, mais on peut ajouter les logotypes, les logos, les sigles, les acronymes, les jingles, etc. ainsi que les noms de modèle et les noms d'entreprise.
Depuis la loi du 4 janvier 1991, les marques sonores peuvent faire l’objet d'un dépôt si celui-ci est accompagné d'une représentation graphique (exemple : les partitions musicales). Le son caractéristique : « potato-potato-potato », du bicylindre en V à 45° des Harley-Davidson est une marque, appelée dans ce cas logo sonore.
En revanche, ne peuvent en principe constituer une marque les signes olfactifs ou gustatifs, puisqu'ils ne sont pas susceptibles d'une représentation graphique acceptable.
La marque, sa création, sa gestion est une des composantes clés du marketing-mix. La marque est ce qui fait la différence essentielle entre la vente, la commercialisation et le marketing.
En 2007, le chercheur en neuromarketing Arnaud Pêtre relève que « si nous considérons la publicité dans un sens très large (…) nous serions alors exposés à pas moins de 15 000 stimuli commerciaux par jour et par personne ».

## Étymologie
Le mot brand, en français marque, provient de son sens original et actuel en tant que tison, un morceau de bois brûlant. Ce mot dérive de l'anglais ancien byrnan, biernan et brinnan, via le moyen anglais birnan et brond. Des torches étaient utilisées pour marquer de manière indélébile des objets tels que des meubles et de la poterie, et pour brûler de manière permanente des marques d'identification sur la peau du bétail et même des esclaves. Plus tard, les tisons ont été remplacés par des fers à marquer,,. Les marques elles-mêmes ont adopté ce terme et sont devenues étroitement associées aux produits des artisans. Grâce à cette association, le terme a évolué vers son sens actuel.

## Fonctions de la marque

Hermès, une marque de produits de luxe.

Les fonctions de la marque sont multiples mais on peut les regrouper en trois dimensions principales : la différenciation, l’identification et la création de sens.
La marque est un repère pour les consommateurs, elle structure l’offre qui lui est proposée en différenciant les produits les uns des autres. Elle permet d’identifier la provenance d’un produit et garantit un certain niveau de qualité et de performance. C’est un support d’information qui rassure le consommateur, facilite son choix et le situe par rapport à son environnement social.
La marque est créatrice de sens et de valeur. C’est un outil relationnel entre l’organisation et toutes ses parties prenantes (clients, investisseurs, fournisseurs, leaders d’opinion…). Elle est synonyme d’expérience pour le consommateur, qui peut retirer un certain plaisir de l’achat d’une marque. Elle donne un supplément de sens à l’action collective de l’entreprise et de ses collaborateurs. Elle est porteuse d’une histoire et de valeurs qui provoque l’attachement et l’identification.
Tous ces aspects constituent le capital marque.

## Typologie des marques
Il existe plusieurs types de marques : la marque de fabrique, qui garantit l'origine industrielle du produit, la marque de commerce, ou marque de distributeur qui désigne la marque apposée par un distributeur sur les produits qu'il commercialise sans pour autant les avoir forcément fabriqués, et la marque de service qui distingue une prestation de service, tout secteur confondu (banque, assurance, hôtellerie…).
Le Conseil d'État (France) a affirmé la distinction entre marque de fabrique et marque commerciale. Il estime que la concession d'une marque de fabrique implique le transfert d'un procédé de fabrication ou un produit intermédiaire lié à un procédé de fabrication, alors que la marque commerciale n'implique qu'un droit d'utilisation des marques.

## Le capital marque
Le capital-marque se définit comme la valeur ajoutée qu’une marque apporte à un produit. Le produit offre un bénéfice fonctionnel tandis que la marque, par son nom, ses symboles, son image, contribue à augmenter la valeur de l’offre au-delà de ses fonctionnalités. En d’autres termes, le capital-marque représente une performance supplémentaire que la marque apporte au produit marqué. Le capital-marque peut être positif ou négatif.
Le capital marque trouve des répercussions au niveau des collaborateurs, des consommateurs, ainsi qu’au niveau de l’entreprise.

### Capital marque pour les employés et marque employeur

#### Définition de la marque employeur
C’est un concept relativement récent en pleine expansion : entre 2004 et 2010 le nombre de postes de gestionnaire de marque employeur a été multiplié par trois (A. Charbonnier 2016). Le terme « marque employeur » voit le jour en 1990, notamment au sein des agences de communications spécialisées dans des problématiques de relations humaines (F. Fougerat 2014).
La marque employeur peut être définie comme la marque qui s’adresse aux employés, anciens, actuels ou futurs et inclut les actions en communication et en marketing qui visent l’ensemble de cette cible.
C’est une stratégie marketing qui consiste à inculquer les valeurs et l’identité de la marque en interne. Cela passe notamment par une aspiration profonde de l’entreprise à ce que ses employés soient épanouis dans leur poste. Le but est que les employés de l’entreprise soient eux-mêmes des ambassadeurs de la marque et aient une réelle affection et conviction dans la marque qui les emploie. Cela est aussi efficace pour les candidats et le recrutement : les candidats peuvent avoir une appétence à la marque et ainsi avoir une envie plus grande d’en faire partie.
Lorsqu’on parle de la relation salarié-entreprise, on intègre la notion d’engagement, qui peut prendre trois formes (G. Michel, 2013) : 
- un engagement affectif : le salarié s’identifie et apprécie ce que l’entreprise produit ;
- un engagement normatif : c’est un engagement moral, le salarié se sent redevable car l’entreprise lui a fait confiance ;
- un engagement de continuité : le salarié est lié à son entreprise par son histoire personnelle ainsi que par ce que quitter l’entreprise impliquerait.

La marque employeur englobe la gestion interne, notamment via les ressources humaines, mais aussi la communication interne pour créer une unité et un sentiment d’appartenance important pour les collaborateurs.

#### Les enjeux de la marque employeur
Avec les nouveaux moyens de communications comme les réseaux sociaux, le contenu que la marque partage n’est plus uniquement lié à son activité. La marque peut partager des valeurs, des idéaux et des prises de position. Pour cela, l’entreprise doit repenser ses pratiques et développer des stratégies relationnelles avec ses collaborateurs et avec les futurs candidats.
Par exemple : La marque Deezer envoie une liste de lecture à tous les candidats qui postulent en ligne. Cette liste est composée de morceaux encourageants pour leur donner confiance en eux lors des entretiens.

### Capital marque pour le consommateur
Selon Aaker (1991), le capital-marque correspond à la différence entre l’évaluation d’un produit lorsqu’il est présenté avec ou sans marque. Depuis plusieurs années, la marque prouve qu’elle a une influence directe sur 4 dimensions impliquant le consommateur : la confiance, l’identification, l’attachement et l’expérience de marque. Dans un premier temps, la marque joue un rôle de garantie pour le consommateur. Elle est le reflet de la confiance que l’on peut accorder à une marque. Les marques collectives, comme le label Entreprise du Patrimoine Vivant ou Origine France Garantie, utilisent la confiance pour séduire et accompagner le consommateur dans son processus d’appréhension de la marque.
Dans un second temps la marque joue un rôle d’identification. En effet, la marque permet aux consommateurs de revendiquer une personnalité, un style de vie ou une appartenance sociale. La marque permet à l’individu de construire ce que Russel W. Belk appelle l’extended-self ou l’extension de soi. La marque devient alors un prolongement réel ou idéalisé de la personnalité du consommateur. Enfin, la marque cherche à créer du lien pour stimuler l’attachement du consommateur. En capitalisant sur son histoire et ses valeurs, la marque fait vivre des expériences qui stimulent l’attachement à la marque tout en créant une conversation personnalisée entre les consommateurs et les marques.

### Capital marque du point de vue de l’entreprise

#### Définition
Le capital-marque du point de vue de l’entreprise ou firm-based brand equity (FBBE) est la valeur qu’apporte la marque à l’entreprise. Le capital-marque du point de vue des entreprises influence la force concurrentielle de la marque, des flux financiers additionnels dus à la marque, et la valeur de l’actif financier.

#### Enjeux

##### La force concurrentielle de la marque
La marque différencie et identifie les produits, elle est aussi un repère pour les consommateurs qui, dans leur parcours d’achats, mettent en concurrence des produits similaires quotidiennement. Si les valeurs de l’entreprise se ressentent dans la marque, celle-ci offrira aux yeux du consommateur quelque chose d’unique. C'est parce que la marque crée de la valeur auprès des consommateurs qu'elle peut créer de la valeur pour l'organisation en termes stratégiques et financiers.   

##### La valeur de l’actif financier
Selon la chaire Marque et Valeurs, lors des fusions-acquisitions, la marque peut être un élément non négligeable du prix de cession. Depuis 2005, il est d’ailleurs possible en comptabilité française d’inscrire au bilan des entreprises une marque achetée par une entreprise (exemple de la marque LU achetée par Kraft Jacobs Suchard) (cf. norme IFRS).

## Le capital marque et sa valorisation
Il s'agit de la valorisation du nom de marque (les quelques lettres ou idéogrammes qui les composent en un certain ordre assemblés) (et des signes annexes : logo, etc.) et non de la valorisation boursière de l'entreprise, très supérieure (Apple : 500 milliards de $, Google : 400 milliards de $).
|    | Nom de marque        | Valorisation de ce mot déposé, en milliards d'US$ | Origine ou création |
| -- | -------------------- | ------------------------------------------------- | --- |
| 1  | « Apple »            | 100                                               | Une pomme, celle de Newton. Symbole (Le premier logo d'Apple, conçu par Ronald Wayne, représentait Isaac Newton assis sous un pommier) |
| 2  | « Microsoft »        | 80                                                | Mot-valise microcomputer software. Il apparaît pour la première fois dans un courrier adressé à Paul Allen par Bill Gates              |
| 3  | « Coca-Cola »        | 55                                                | Les ingrédients : Feuilles de coca, noix de cola. Une calligraphie spencerienne.                                                       |
| 4  | « IBM »              | 50                                                | International Business Machine, sigle                                                                                                  |
| 5  | « Google »           | 45                                                | googolplex Sean Anderson brainstorming googol plus erreur en déposant google.com                                                       |
| 6  | « McDonald's »       | 45                                                | Les frères McDonald, éponymes |
| 7  | « General Electric » | 40                                                | Compagnie Générale d'Électricité |
| 8  | « Intel »            | 35                                                | Intel est un mot-valise issu de la contraction de Integrated Electronics, que l'on peut traduire par « Électronique intégrée »         |
| 9  | « Samsung »          | 35                                                | Trois étoiles |
| 10 | « Louis Vuitton »    | 30                                                | 1821-1892, éponyme |

Il s'agit de la valeur d'emploi de ces mots. Le droit d'employer les trois lettres « b », « i » et « m » dans cet ordre i, b, m, et accolées, « ibm » peut se négocier 50 milliards de dollars.

### Les méthodes de valorisation
Benoît Heilbrunn, professeur de marketing à l'ESCP-EAP, en distingue plusieurs.
À titre d'exemple, voici celle utilisée par Forbes (pour établir la classement présenté ci-dessus) selon le site Forbes :
Le classement est établi « à partir d'un univers de plus de 200 marques globales. Nous avons retenu les marques présentes aux États-Unis, ce qui a éliminé quelques grandes marques multinationales comme Vodafone ou des marques détenues par un État comme China Mobile (qui est le plus grand opérateur mobile mondial). La Liste finale présentée comprend des marques-produit comme Gillette (propriété de Procter & Gamble) ou des marques corporate comme IBM. »
« L'évaluation des marques repose sur la valeur de trois années de revenus et l'estimation dans ces revenus du rôle joué par la marque dans chacune de ces activités ( haute pour les produits de grand luxe, faible pour les Compagnies aériennes). Pour déterminer la valeur finale globale de la marque, nous avons également appliqué à ces revenus le ratio moyen "Prix sur revenu" constaté pour les 3 dernières années. »
« Les 100 premières marques valorisables recouvrent quinze pays et vingt catégories d'activité. Les marques portées par des entreprises basées aux États-Unis représentent un peu plus de la moitié. Viennent ensuite l'Allemagne (9), la France (8) et le Japon (7). Les marques techniques sont les plus représentées (19) et concernent 6 marques classées parmi les 10 premières. »

## Création
C'est la fonction du naming qui désigne la création de noms de marque, de produits, de service, d'entreprise, marque de distributeur, etc. Il s’agit d’une activité spécialisée qui consiste à créer l’appellation à travers laquelle l'entreprise ou l'organisation pourront communiquer. Elle peut être le fait d'un des collaborateurs de l'entreprise, d'un groupe en brainstorming, d'un cabinet spécialisé : Kaos, Noama, Nomen, etc.
Quelques-uns des procédés de création : mot-valise, éponymie, symbole…

## Dépôt
La marque doit être déposée. En France, le dépôt se fait auprès de l'INPI.
On peut dater la naissance du marketing à 1847, date de création d'un bureau des marques.

## Gestion
La marque doit être gérée dans le cadre d'une stratégie de marque, élaborée elle-même au sein d'un système : produit-marque (branduit) (Coca-Cola, Red Bull, etc.), marque-produit (Omo, Skip), marque-ombrelle (Danone), etc.
Certaines entreprises choisissent de gérer leurs marques en prenant en compte leur patrimoine, c'est-à-dire en accentuant la continuité entre passé, présent et futur.

## Le logotype du nom de marque et le logo graphique
La marque est un mot. Elle est le plus souvent écrite dans un typographie particulière et accompagnée d'un symbole graphique.
Le logotype peut très bien évoluer au fil du temps. Le nom de marque, lui, sauf exception, est immuable.

## L'image de marque
C'est l'ensemble des représentations mentales évoquées par la marque d'un produit, d'une prestation, d'un nom d'enseigne ou d'entreprise.
L'image de marque est la façon dont la marque est perçue par les consommateurs, par opposition à l'identité de la marque qui correspond à la manière dont celle-ci se définit.
La marque doit contrôler son image sur le marché pour s’assurer que son identité est correctement appréhendée et s’assurer de la cohérence entre ces deux facettes (identité et image). S’il y a un décalage entre celles-ci, deux options s’offrent alors à elle :
- soit faire évoluer l’image de marque en modifiant les expressions de la marque (publicité, symboles, etc.) ;
- soit modifier son identité et la faire évoluer pour la rendre cohérente avec l’image perçue.

### La théorie du noyau central
Pour mesurer l’image de marque, la théorie du noyau central permet d’identifier les associations essentielles dans la signification de la marque aux yeux des consommateurs. Cette théorie mesure la perception des consommateurs à propos d’une marque en identifiant les associations centrales et périphériques de la marque. Une association est un mot, symbole, image, spontanément associé par un consommateur à une marque.
Comme indiqué dans ce schéma, les associations centrales, constituent le noyau de la marque. Ce sont les associations perçues comme inséparables à la marque par une majorité d’individus. Le noyau central représente l'élément le plus stable de la marque, celui qui assure sa pérennité. Il regroupe les éléments de définition de la marque, les attributs nécessaires et suffisants pour que les consommateurs la reconnaissent. Le système périphérique, quant à lui, permet d’identifier les associations qui sont fréquemment, mais non nécessairement, associées à la marque mais ne sont pas essentielles à sa signification.
Cette vision de l’image de marque met en lumière le potentiel d’extension de la marque.  Cela permet de savoir « qui est la marque aujourd’hui » aux yeux des consommateurs et surtout de savoir dans quel domaine la marque peut s'étendre. Le noyau central représente le territoire de légitimité de la marque. Il est un guide pour les stratégies de développements de produits.
Par exemple, le noyau central de la marque Andros contient le mot fruit. Andros peut donc développer des produits tant qu’ils sont à base de fruits. Bonne Maman quant à elle peut se permettre de développer d’autres gammes de produits (mousse au chocolat, biscuits, etc.) car son noyau central tourne autour de trois notions : le fait-maison, le dessert, l’enfance.

### Le territoire de marque
Construit par la marque, le territoire de marque représente l’espace de légitimité de la marque dans lequel elle reste cohérente avec ses valeurs. En sortant de son territoire, la marque risque de perdre en crédibilité, comme l’a défini Kapferer dans son schéma sur le territoire de marque.
On peut se servir du territoire de marque comme d’un indicateur de performances pour ses produits. Plus les produits s'éloignent du territoire moins ils seront attendus et donc les chances de succès seront plus faibles. Par exemple, Milka peut difficilement se lancer dans la production de produits à base de chocolat noir ou des produits salés car son territoire de marque est défini autour du chocolat au lait, de la gourmandise et du plaisir sucré.
Le territoire caractérise le degré d’extension de la marque. Une bonne réflexion sur son territoire de marque permet de guider correctement les stratégies de développement à mettre en place.

### La personnalité perçue de la marque
La personnalité de la marque est l’ensemble des caractéristiques humaines associées à la marque. Elle se définit uniquement à partir des traits de personnalité utilisés pour caractériser l’individu. Elle se mesure à partir du modèle OCEAN (ou Big Five Model) (déjà traité par le groupe « La marque »)
La personnalité de la marque, en tant que composante de son identité, est un élément de différenciation stratégique. La personnalité perçue de la marque est donc généralement l’aboutissement d'une démarche volontaire de la marque (communication, packaging, ton publicitaire, etc.) et est progressivement construite à travers ses différentes prises de parole. Elle a une fonction symbolique : quand les individus associent des traits de personnalité à une marque, ils ont plus tendance à s'identifier à la marque et à engager des relations avec elle.
Plusieurs échelles existent aujourd’hui pour mesurer la personnalité de la marque perçue par les consommateurs (ex. : Échelle de Saucier, Échelle d’Aaker, Échelle de Ambroise, Échelle d’Azoulay, etc.)

## Les relations à la marque

### L’attachement à la marque: l’amour contre la haine
La valeur d’une marque ne se définit plus uniquement par sa valeur fonctionnelle : ses produits, ses services, son chiffre d’affaires… Un autre indicateur entre en jeu : la relation à la marque. De cette relation marqueur peut naître un sentiment d’affection prégnant : c’est ce que l’on appelle l’attachement à la marque. Cette relation affective reliant le consommateur à une marque est durable et inaltérable.
Cet attachement peut être si fort qu’en résulte un sentiment d’amour. En voici un exemple : la journée mondiale du Nutella.Quoi de plus significatif qu’une journée de célébration pour exprimer son attachement à une marque ? La journée mondiale du Nutella n’a pas été promulguée en 2008 par la marque elle-même, mais par une blogueuse américaine, Sara Rosso, et ses abonnés qui ne sont autres que des consommateurs de Nutella. En quoi consiste cette journée ? Le 5 février, les fans de Nutella partagent des photos, des poèmes, des recettes… tout ce qui peut mettre en lumière la gloire de la pâte à tartiner sur les réseaux sociaux (@nutelladay, #worldnutelladay). Le tout relayé sur le site officiel de Nutella. Bien que la marque soit au cœur de scandales depuis plusieurs années, avec l’utilisation d’huile de palme, le mythe construit autour d’elle est bien trop grand pour détourner l’amour de ses nombreux consommateurs.
Si les consommateurs peuvent exprimer un sentiment d’amour envers une marque, ils peuvent, à contrario, exprimer un sentiment de haine. Lorsque l’attachement est trop fort, le risque pour la marque de décevoir ses consommateurs est élevé. C’est cette déception qui peut faire basculer le sentiment d’amour vers celui de la haine. Bernard Cova, illustre ce fait dans son livre La vie sociale des marques, avec l’exemple d’une marque allemande de soda. Alors que les propriétaires de cette marque régionale ont voulu modifier leur stratégie, altérant ainsi son image, les consommateurs, très attachés à la marque, ont monté un push afin de la racheter. Très déçus par ce nouveau positionnement, ce sentiment d’amour envers la marque de soda s’est transformé en haine, conduisant ainsi à ce tour de force. Finalement, les personnes internes à la marque, ont moins de pouvoir que les consommateurs, qui eux sont externes à la marque.

### L’appropriation de la marque: les communautés de consommateurs
Les communautés de marque sont des groupes d’individus liés par un attachement émotionnel fort pour une marque. Ils partagent une vision et des valeurs communes. Les fans de Star-Wars partagent tous une passion commune : l’univers de science-fiction de George Lucas.
Ces communautés naissent d’un besoin primaire de l’individu : le besoin d’appartenance. C’est la recherche d’une appartenance à un groupe ou à une société qui guide et donne du sens aux actions des individus. C’est pour cette raison que les marques jouent un rôle clés dans l’accomplissement des individus. Elles véhiculent du sens aux individus, qu’ils peuvent ensuite s’approprier avant de le partager.
Le foisonnement des communautés de marques dans notre société nous montre que pour les individus le lien importe plus que le bien (Bernard Cova).De ce fait, quand un consommateur achète un bien c’est plutôt pour appartenir à une communauté que pour ses fonctionnalités propres. L’objectif pour les marques est donc d’arriver à créer un sentiment d’appartenance chez leurs clients car c’est ce sentiment qui amène à la fidélité.
C’est ainsi que des communautés de consommateurs partageant les mêmes aspirations se sont créées autour de sous-cultures à contre-courant des systèmes en place. Le rap ou encore le skate sont de bons exemples de communautés qui se sont créées à la fois autour d’un phénomène de société (la musique et le sport) mais aussi et surtout autour de marques qui agissent comme des marqueurs sociaux (ex. : les marques Supreme, Stüssy…).

## Marque utilisée comme nom
Le nom de marque d'un produit est parfois employé pour désigner une catégorie de produit (Frigidaire, Walkman, etc.). On parle alors de marque générique.

### Le nom comme expression de la marque
Le nom, est un signe distinctif de la marque. Il clarifie l’offre de la marque, la structure et positionne le produit. En donnant un nom à un produit, une entreprise donne une spécificité, un sens, une mission, par rapport aux produits des concurrents.
Pour que le nom de la marque soit fort, il faut qu’il soit nouveau et distinctif des autres produits équivalents sur le marché.

#### Les noms peuvent se glisser dans une histoire, des valeurs, ou encore un mythe
Le nom ne sert pas uniquement à désigner l‘activité mais à développer un imaginaire autour de l’offre. La marque de voiture Kangoo découle du nom « Kangourou » qui symbolise l’agilité, le rythme, la nature, la sympathie, l’esprit de famille. La marque Adobe vient du nom d’un ruisseau « Adobe Creek » qui coulait derrière la maison du cofondateur de la marque, John Warnock. La marque Kio est la traduction de « Rising From Asia » en coréen. Ce nom démontre les origines, l’état d’esprit de la marque et ses valeurs.
Le nom doit servir l’identité de marque mais l’identité de marque doit aussi servir le nom. Un nom à forte symbolique séduit les consommateurs uniquement s’il est cohérent avec l’identité et l’ensemble des expressions de la marque (le logo, le produit, etc.). À la suite d'une situation critique si l’entreprise décide de changer de nom, ce ne sera pas suffisant pour modifier l’identité en profondeur.
- Les marques à noms patronymiques

Une marque patronymique est une marque qui a été déposée en reprenant le nom d’un individu comme nom de marque.
Jusqu’à la première guerre mondiale, les marques sont gérées et développées par le dirigeant, et seules les tâches mineures de l’entreprise sont délégués aux autres salariés. Les patronymes utilisés sont alors ceux des fondateurs de la marque ou de l’entreprise. Par exemple, la marque Maggi est créée en 1884 par Julius Maggi, la marque Heinz est créée en 1869 par Henry John Heinz ou encore Gillette qui doit son nom à son créateur King C. Gillette.

#### Le nom du produit peut ouvrir de nouveaux territoires à la marque
- Le Bio : Le nom « Bio » a ancré Danone dans la valeur de la santé, qui est aujourd’hui un point fort du groupe.
- Le sport : The Kooples Sport est la déclinaison sportswear de la marque The Kooples, qui lui a permis d’entrer dans le monde des vêtements «sport» avec une collection de joggings, sweats, etc.
- Le light : Il permet à une marque de proposer des produits moins caloriques. La marque Coca-cola s’est alors lancée dans des boissons sans sucre avec ses produits Coca-cola Light, puis Coca-Cola zéro ou encore récemment la nouvelle gamme Coca-cola Light Taste.
- Le Outlet : Une stratégie d’appellation pour les marques qui permet d’écouler des stocks et leur permettent de s’ouvrir à l’extension de gamme verticale. Mango Outlet a utilisé le nom de la marque existante Mango pour proposer des vêtements et accessoires à prix réduit.

Une des stratégies des entreprises en vogue depuis quelques années est celle de rebaptiser des noms de marques à forte symbolique.  
- Les entreprises du secteur privé

Le président-directeur général de la Compagnie Générale des Eaux a imposé en 1996 un virage stratégique à la marque en annonçant un partenariat avec British Telecom (opérateur téléphonique britannique). Pour symboliser cette révolution, la Compagnie Générale des Eaux est alors rebaptisée Vivendi. Du latin Modus Vivendi qui signifie « Manière de vivre » qui désigne un compromis entre deux personnes.
- Les entreprises du secteur public

La marque Universcience est le symbole du regroupement du Palais de la découverte à Paris et de la Cité des sciences et de l’industrie. Ce nouveau nom de marque a pour ambition de faire connaître et de promouvoir la culture scientifique et technique,,.

## Expressions de la marque

### Les registres d'expression
Les marques peuvent jouer sur plusieurs types de registres d'expression : la marque fonctionnelle qui cible les attentes pratiques du consommateur par ses caractéristiques techniques et son savoir-faire ; la marque transactionnelle qui vise ses attentes financières (positionnement prix, réductions, comparaisons…) ; la marque relationnelle qui privilégie le lien avec le client, de type proximité, reconnaissance, assistance (informations-conseils) ou séduction ; la marque aspirationnelle (en) qui cultive un imaginaire pour cibler les aspirations du consommateur (clientèle aspirationnelle projetant une image de soi plus valorisante, privilégiant une marque générationnelle qui symbolise une époque et sa manière de vivre, ou une marque transgénérationnelle pour un consommateur en quête de développement personnel, de santé, de luxe…).

### Le logo

#### Définition
Le logotype, plus couramment appelé « logo », est une invention des imprimeurs au début du XIXe siècle. Depuis l’essor de l’industrie et de la production de masse, le logotype est devenu incontournable pour l’image et la notoriété d’une marque, d’une entreprise ou d’une association. Le mot logo est injustement utilisé pour nommer un emblème, un monogramme, un insigne ou encore un blason.
De manière générale, un logo sert à identifier visuellement et de façon immédiate la marque dans le but de se faire connaître et reconnaître des publics et marchés auxquels il s’adresse et de se différencier des autres entités d’un même secteur. Le logo est un modèle déposé, dont la reproduction sans autorisation est punissable comme contrefaçon.
Pour la marque, le logo est ainsi la représentation graphique simplifiée et stylisée qui représente l’entreprise. Il se compose généralement d’un symbole associé au nom de la marque, lui-même écrit dans une typographie spécifique.
Certains logo sont reconnus sur toute la planète et acquièrent une telle puissance d’évocation qu’ils symbolisent la marque même si le nom de celle-ci n’apparaît pas.

#### Ses fonctions
Le logo est un moyen d’identification et de communication indispensable à toute entreprise. Il incarne l’image de la marque et représente le socle de son identité visuelle. Le logo véhicule les caractéristiques de la marque, il doit donc évoquer l’activité, les valeurs et les idées fortes de l’entreprise.
Il constitue un élément de la communication visuelle moderne très important permettant de se démarquer de la concurrence.
Le logo a plusieurs utilités : 
- séduire et cibler une clientèle potentielle ;
- pouvoir identifier la marque/entreprise, ses services, ses produits et ses différents points de vente ;
- donner une identité visuelle à la marque ;
- fédérer les clients/collaborateurs autour d’un même symbole ;
- renforcer l’impact des messages, opinions et des discours économiques de l’entreprise.

Concrètement, un symbole ou un pictogramme devient un logo lorsque notre esprit fait l’association entre le symbole et le nom d’une marque. Provoquer cette association est le cœur du travail de marque (branding).
Pour juger la pertinence d’un logo, celui-ci doit être :
- simple ;
- approprié ;
- mémorable ;
- intemporel ;
- polyvalent.

Le choix de la typographie est important. Police de caractères, taille, graisse, chasse, couleurs, forme… doivent être testées minutieusement afin d’optimiser le résultat (l’impact) à atteindre.

#### L'évolution d'un logo
Les logos ont une tendance naturelle à se simplifier et à se clarifier au fil du temps. Les premiers logos (blasons, marques d’imprimeurs, etc.) étaient d’ailleurs souvent des illustrations complexes,,.

### La musique

#### Définition
Le logo sonore, ou jingle, est l’équivalent sonore du logo visuel. C’est un extrait musical de courte durée généralement qui permet à la marque d’être identifiée sur ses supports de communication incluant une dimension audio.
Le branding sonore renvoie à la création d’une identité sonore pour l’entreprise. Au même titre que l’identité visuelle, elle permet de définir une sorte de cadre à respecter pour la diffusion des informations sonores liées à l’entreprise. Cela se fait par exemple via le logo, la sonorisation d’un point de vente ou encore la musique de la messagerie de l’entreprise.
Aujourd’hui, chez certaines marques, le branding sonore fait partie intégrante de leur expression et identité de marque. Certaines sont désormais reconnues non seulement grâce à leur logo ou leur slogan, mais également à travers quelques notes de musique.
Exemples de branding sonore connus : 
McDonald’s, Coca-Cola (“Can You Feel It Tonight”), la SNCF ou encore Intel.

#### Les missions du branding sonore
1. Identifier la marque au travers d’une simple écoute.
2. Renforce l’image de marque.
3. Créer un lien émotionnel avec les auditeurs (par exemple les logos sonores de Disney, 20th Century, Playstation…
4. Améliore la mémorisation de la marque.

L’identité sonore d’une marque permet d’améliorer sa reconnaissance. La force du branding sonore réside dans le fait qu’à l’encontre du logo ou le packaging, il atteint des consommateurs passifs qui ne sont pas forcément en proie au visuel. D’après l’Étude Sounds Like Branding, 97 % des marques/entreprises pensent que la musique renforce leur positionnement.
La musique permet également de créer des émotions pour un grand nombre.En effet, il a été démontré par des études que les humains associent fortement à des sons des émotions et souvenirs particuliers. Ainsi, les marques utilisent cette faculté pour s’implanter dans les pensées des consommateurs et être rattachées idéalement aux valeurs et idées qu’elles véhiculent via un son distinctif et reconnaissable. Mais pour que tout cela soit efficace, il faut réussir à créer le branding sonore !

#### Bien réussir son branding sonore
Il existe cinq caractères afin de rendre l’identité sonore d’une marque efficace : 
- la durée et la clarté : il faut que la ligne sonore soit ni trop longue ni trop courte (3-4 secondes) et claire avec un son que l’on peut distinguer facilement ;
- la particularité : il faut idéalement que la ligne sonore soit différente des autres et qu’il y ait un caractère spécifique afin de favoriser l’association entre la marque et cette particularité sonore ;
- la relation au produit : il faut créer un branding sonore qui soit en cohérence avec le produit ou le nom du service ;
- le caractère agréable : il faut que la ligne sonore soit agréable à écouter/entendre ce qui également va favoriser la mémorisation ;
- la familiarité et l’accessibilité : ces critères sont notamment définis par la stratégie marketing qui s’ensuit. Attention, un son familier à l’oreille ne peut pas forcément permettre au consommateur de reconnaître une marque en particulier. Et cela relève du marketing afin d’y remédier ! Et pour faciliter l’association, on peut montrer le nom lorsque la ligne sonore retentit dans une publicité vidéo[38],[39],[40].

### Le packaging

#### Utilité du packaging

##### Praticité: transport et protection
Le packaging se décompose entre le conditionnement et plusieurs niveaux d'emballage.
- Le conditionnement :  le premier contenant du produit, directement en contact avec lui.
  - Exemple : la bouteille est le conditionnement de la bière.
- Les niveaux d'emballage : le contenant qui rassemble en premier lieu les conditionnement, puis des ensembles d'emballage.
  - Exemple : un pack de 12 bières constitue un premier niveau d'emballage. Une caisse remplie par plusieurs pack de 12 bières constitue un second niveau d'emballage.

Conditionnement et emballage permettent la protection et le transport efficace du produit. Ils sont donc adaptés au produit pour atteindre cet objectif.
- Exemple : un pack de 6 yaourts contient plusieurs versions d'un même produit qu'il permet de transporter.

L'aspect pratique s'applique également au service du produit. Ainsi le packaging peut faciliter l'usage de ce dernier.
- Exemple : une bouteille d'huile d'olive est muni d'un bec verseur spécifique pour garantir un service efficient de ce produit en particulier

##### Information
Un packaging est porteur d'informations à destination du consommateur.
Peuvent y figurer :
- le nom de la marque ;
- le nom du produit ;
- un slogan publicitaire ;
- des informations relatives au produit.

#### Esthétique
Les qualités esthétiques du packaging permettent de valoriser le produit qu'il renferme.
C'est par les couleurs, les matières utilisées et les formes proposées, voir des odeurs diffusées, qu'un packaging se distingue d'un autre.
- Exemple : pour deux yaourts identiques mais de marque différente, les couleurs, le carton utilisés pour assembler les pots, ainsi que la forme de ce conditionnement seront différents.

Le packaging a donc un impact sur les perceptions du consommateur.
C'est à travers ces utilités que la marque peut s'exprimer.

#### Enjeux pour le packaging
Le packaging permet au consommateur de lier une marque à son produit. Tous les aspects de l'emballage ou du conditionnement peuvent permettre d'identifier une marque.
- Exemple : le design épuré des emballages de tous les produits siglés Apple permet de reconnaître les produits de la marque.

De par ces choix pratiques et esthétiques, la marque peut envoyer des signaux au consommateur.
Ces signaux indique une spécificité souvent propre à la marque. Cela peut être autant pour communiquer des valeurs ou son attachement à une tendance, une idée…
- Exemple : une marque qui utilise un packaging recyclable impose ses valeurs environnementales par ce choix. Dans ce cas, il implique même un coût supplémentaire, qui ajoute du poids à l’engagement démontré.

#### Communication
La marque peut aussi communiquer son avantage sur cet espace d'affichage gratuit qu'est le packaging. C’est un élément qui peut accueillir la promotion du produit en lui-même, d’un produit lié ou de la marque en elle-même.
- Exemple : les packaging de produits accessoires sont des supports potentiels pour la promotion des produits auxquels ils sont associés[41],[42],[43].

### L'égérie de marque

#### Définition
En Brand Management, une égérie est une personnalité, féminine ou masculine, associée à une marque afin d’en devenir la porte-parole ou le symbole. Cette stratégie permet à une marque d’humaniser sa relation avec ses consommateurs, portée par des traits de personnalité qui reflètent l’image de la marque en question.

#### Les bénéfices d'une égérie de marque
- Contribue à apporter du prestige
- Accélère la notoriété auprès du grand public
- Délivre aux consommateurs de l’émotion
- Permet de faire émerger la marque par rapport à ses concurrents directs
- Augmente la fierté d’appartenance (en externe et en interne)
- Augmente sa visibilité sur dans les anciens et nouveaux médias

#### Deux niveaux d'association
- Association marque/égérie fonctionnelle : L’expertise de la personnalité dans le domaine concerné apporte de la crédibilité au discours du porte-parole.
- Association marque/égérie symbolique : La personnalité qui s’associe à la marque incarne l’esprit et les valeurs de la marque en provoquant chez le consommateur de l’émotion et de l’affectif. Cette association peut se faire à deux niveaux : choisir une égérie qui va permettre à la cible de s’identifier à la personnalité ou choisir une égérie qui va jouer un rôle de séduction par rapport à son audience.

#### Les égéries externes d'une marque
- L’expert : l’égérie de marque peut être choisie pour son expertise dans le domaine sur lequel la marque est positionnée. L’expert vient cautionner une marque, par son témoignage en tant que professionnel. En donnant son point de vue sur le produit ou le service de la marque, il apporte une garantie et une confiance au consommateur.
- La célébrité : la célébrité en tant qu’égérie de marque agit comme un porte-parole. Au travers de son histoire, de sa personnalité, de ses qualités, de ses défauts, l’égérie va refléter les valeurs portées par la marque associée. Par le biais de l’égérie, la marque va permettre aux consommateurs de vivre la vie de la personnalité en question en consommant les produits ou les services qui leur sont proposés.

#### Les égéries internes d'une marque
- Les fondateurs ou dirigeants de l’entreprise : les égéries peuvent être les fondateurs ou les dirigeants de la marque. À travers leur personnalité, ils peuvent communiquer leur vision de la marque. Cette stratégie permet également de se rapprocher des consommateurs en humanisant la marque.
- Les employés de la marque : en choisissant en tant qu’employés leur égérie, les marques font le choix de renforcer la proximité avec les consommateurs. Choisir un employé comme porte-parole de la marque augmente la confiance des clients envers la marque : des employés fiers de représenter leur entreprise est perçu comme très positif.
- La mascotte : une personnification sous forme de mascotte est également une forme d’égérie pour une marque. Il y a plus de possibilités : la mascotte peut être un animal (les furets pour le site de comparateur lesfurets.com), comme une créature fictive (le bibendum Michelin). Ainsi la marque crée une égérie adaptée aux valeurs qu’elle souhaite véhiculer. C’est un moyen de créer de toutes pièces un élément de référence propre pour une marque.

#### Les risques d'associer à la marque une égérie
- La détérioration de l’image d’une célébrité : s’associer à une égérie comporte le risque que la popularité de l’égérie se détériore. Cette détérioration de l’image de l’égérie nuit gravement à celle de la marque, associée à l’égérie par l’esprit que celle-ci incarne.
- Le risque d’immobiliser la marque dans une caricature : avoir une égérie présente trop longtemps dans ses communications peut figer la marque dans une sorte de caricature qui l’empêche d’évoluer et de développer de nouveaux produits et service plus compatible avec les traits de personnalité portés par l’égérie.
- Le manque de cohérence : choisir une égérie qui n’est pas cohérente avec les valeurs et la vision de la marque porte préjudice à l’image de marque auprès des consommateurs. Les clients peuvent ne pas se retrouver dans la personnalité qui incarne la marque les éloignant alors du produit ou service qu’ils consomment.

#### Mesurer l'efficacité d'une égérie de marque
- Cognitif : réaliser des études à propos de la notoriété et de l’image de marque
- Affectif : réaliser des études sur l’attachement et la préférence pour la marque[44]

## Co-branding / co-marquage
Pour rester compétitives, les marques cherchent à tout prix à se différencier. Dans cette logique, les collaborations entre marques peut-être une stratégie gagnante pour les entreprises notamment à travers le co-branding.

### Définition
Le co-branding correspond à la collaboration entre deux ou plusieurs marques à moyen ou long-terme. Cette collaboration est à la fois fondée sur une coopération dans la conception du produit au plan fonctionnel ou symbolique et sur la cosignature du produit par les marques en partenariat (Michel, 2017).
Dans le cadre de cette stratégie, il convient de distinguer la « marque accueil » de la « marque invitée ».
L’exemple de la collaboration de marque entre Fleury Michon et La vache qui rit explique ces notions. Fleury Michon est la marque d'accueil et La Vache qui rit est la marque invitée (ou secondaire). Fleury Michon est la marque originaire de la catégorie de produit où le produit co-marqué est lancé. La présence de « La Vache qui rit » sur le packaging indique un composant spécifique dans la fabrication du produit. La Vache qui rit est présente en tant « qu’invitée » pour apporter un plus au produit de base.
Les stratégies de co-branding peuvent être de type fonctionnel ou symbolique.

### Co-branding fonctionnel
À travers la stratégie de co-branding fonctionnel, la présence de la marque invitée implique l’introduction de son savoir-faire ou de ses ingrédients de manière clairement identifiables, dans la conception du produit. Le choix de la marque invitée est donc stratégique puisqu’elle participe à la définition des propriétés intrinsèques du produit.
La maison Swarovski développe par exemple des composants en cristal pour de nombreuses marques. Elle devient une marque ingrédient ou invitée en concevant des composants en cristal pour la marque allemande de produits multimédias Medion. Le produit issu de cette collaboration est le PC portable Medion SIM 2060, à la coque incrustée de 300 cristaux du joaillier. L’objectif pour la marque d’accueil étant de contrer l’image austère adossée à ses ordinateurs et proposer un ultraportable sympathique et efficace destiné à une clientèle plus féminine.

### Co-branding symbolique
Contrairement au co-branding fonctionnel, la marque invitée dans le cadre d’une stratégie de co-branding symbolique n’apporte aucun ingrédient ou savoir-faire tangible. Le co-branding symbolique est une stratégie de marque qui consiste à associer à la marque d’accueil, une seconde marque invitée génératrice d’attributs symboliques additionnels. Elle « vise essentiellement à transférer l’image de la marque invitée sur la marque d’accueil. » (Cegarra, Michel 2001).
Par exemple, à l’occasion du lancement de la nouvelle Twingo, Renault s’est associée avec Le Coq sportif pour confectionner une série limitée exclusive. La marque Le Coq sportif apporte un savoir-faire sous forme de design à la Twingo. Sur la carrosserie et l’intérieur de la voiture, le bleu-blanc-rouge ainsi que le logo Le Coq Sportif sont à l’honneur.  Cette collaboration nourrit les deux marques. La Twingo, reine des citadines, bénéficie de l’image du Coq Sportif liée à l’élégance et au dynamisme français tandis que Le Coq Sportif acquiert de la visibilité auprès de nouvelles cibles tout en affirmant son univers identitaire français. Ce partenariat montre également que Twingo cherche à cibler un certain segment de clientèle à la fois urbaine et sportive.

### Les bénéfices et les risques liés au co-branding

#### Bénéfices
Une stratégie de co-branding répond à différents objectifs. Ils sont variables en fonction des bénéfices recherchés par les entreprises et des stratégies choisies.
Du point de vue des marques d’accueil, le co-branding donne l’opportunité d’élargir la cible. Par exemple, la collaboration entre Swarovski (marque invitée) et Medion (marque accueil) a permis à cette dernière de cibler les femmes dans un univers plutôt masculin.
Concernant les marques invitées, le co-branding est l’occasion idéale d’élargir leur territoire. En effet, lorsqu’une marque invitée est associée à une marque d’accueil alors elle peut se servir de cette association et bénéficier du capital-marque acquis grâce au co-branding pour accéder à de nouveaux marchés à travers une stratégie d’extension de marque. En intégrant le marché des rasoirs électriques à travers une collaboration avec la marque Philips, Nivea a par exemple développé son territoire produit et réussi à attirer la cible masculine vers ses produits de soin (Nivea Men).
Selon Boad et Blackett (1999), le co-branding renforce également la caution sur le produit co-marqué vendu car la cohabitation entre différentes marques peut être signe de qualité. Le prix du produit co-brandé peut donc être plus élevé que la concurrence, justifiant le bénéfice supérieur apporté au consommateur.

#### Risques
Néanmoins cette stratégie n’est pas dénuée de risques et choisir la marque à qui s’associer n’est pas chose aisée.
D’après Lai et Aimé (2016), il existe un risque de dilution, de modification ou de détérioration de l’image des marques partenaires lors d’une opération de co-branding. En effet, lorsque les marques collaborent entre elles, leurs valeurs et leurs images s’associent. Dans le cas d’un co-branding symbolique, l’association entre deux marques très éloignées peut troubler le consommateur. Dans le cas d’un co-branding fonctionnel, si les exigences de qualité et d’éthique sont très éloignées entre les deux partenaires, alors les marques peuvent être affectées par les réactions négatives des consommateurs.
La cannibalisation des produits des marques partenaires est également possible dans le cadre de cette stratégie. Lorsque le produit issu de la collaboration est commercialisé sur un marché proche des produits de l’une des marques partenaires, alors il existe un risque de substitution. Dès lors, « L’effet de substitution n’est absent que lorsque le produit cosigné est différent (nature et fonctions) » (Cegarra, Michel 2001).

### Facteurs clés de succès du co-branding
Finalement, une stratégie de co-branding présente des avantages à la fois pour la marque accueil et la marque invitée.
Néanmoins, ces collaborations doivent être menées en respectant certains points. Michel (2012-2014) a d’ailleurs établi les facteurs clés de succès de ces collaborations : 
1. La collaboration doit être pertinente et avoir du sens aux yeux du consommateur. Pour cela, la complémentarité des marques est nécessaire que ce soit en termes d’image (dans le cadre d’une stratégie de co-branding symbolique) ou de savoir-faire (dans le cadre d’une stratégie de co-branding fonctionnel) (Fleck et Michel, 2012). Associer les bénéfices de chaque marque permet d’assurer la supériorité du produit issu de cette collaboration ;
2. L’association de deux ou plusieurs marques doit provoquer un effet de surprise au consommateur. Si cette collaboration semble naturelle alors elle peut passer inaperçue. En revanche si elle implique un cheminement intellectuel pour comprendre l’association de ces deux marques, alors cet effet de surprise déclenchera un intérêt lié au co-branding pour le consommateur (Fleck et Maille, 2010) ;
3. Le produit co-brandé doit apporter de la valeur ajoutée au consommateur en assurant un bénéfice produit supplémentaire ;
4. Le niveau de qualité et de notoriété doit être équivalent entre les marques partenaires.

## Extension de marque
L’extension de marque est une stratégie permettant à une marque de capitaliser sur une autre marque déjà bien présente et connue par les consommateurs afin d’augmenter sa notoriété et son image.

### Extension de marque par la marque
Une extension de marque correspond à l’utilisation d’une marque existante pour lancer un nouveau produit d’une catégorie de produit différente. Par exemple, Yamaha, qui avait débuté à ses débuts dans la fabrication d’instruments de musique, propose désormais des motos ou encore des produits électroniques professionnels.
Pour réussir leur extension de marque, les entreprises doivent respecter certains critères. En effet, le nouveau produit doit d’abord respecter l’identité de marque et son noyau central, car il s’agit aux yeux du consommateur de sa légitimité d’entrer ou non sur un marché. Le nouveau produit doit, enfin, apporter quelque chose de nouveau par rapport à ses concurrents.
La cohérence est donc l’élément essentiel pour éviter la dilution de l’image de marque.

### Les clés de succès d’une extension de marque
L’extension de marque a une probabilité plus forte d'être acceptée et appréciée des consommateurs si : 
- elle est en cohérence avec les associations centrales de la marque (Géraldine Michel, 2009) ;
- les associations centrales de la marque sont légitimes dans la nouvelle catégorie de produit (Ladwein R, 1994). Il existe une cohérence entre l’extension et l’image de la marque pour que l’extension soit acceptée des consommateurs (Park, Milberg, Lawson, 1991). Exemple: la marque Bonne Maman leader sur le marché de la confiture s’est lancée à la fois sur les biscuits, pâtisseries puis les desserts lactés. Le succès est au rendez vous puisque tous ces produits s'inscrivent dans les valeurs de la marque (produits authentiques, gourmands, proches du fait maison). Il y a donc une cohérence globale dans tous les produits de la gamme ;
- elle est perçue comme apportant une valeur ajoutée par rapport à l’offre concurrente. La valeur ajoutée de l’extension de marque correspond à une évaluation globale du produit comparée aux produits concurrents. C’est le principe qu’à suivi la marque Dyson en proposant au départ des aspirateurs avec une qualité d’aspiration constante dans le temps puis en proposant aujourd’hui de nouveaux produits offrant toujours un plus technologique à une clientèle rare et aisée ;
- la marque est légitime dans sa nouvelle catégorie de produit . Par exemple, le succès d’Evian et de Vittel dans le secteur des produits de beauté peut surprendre. Cela ne s’explique pas par leur maîtrise du cosmétique mais en partie par le fait qu’elles ont communiqué pendant plusieurs années sur la pureté, le bien-être et la beauté.

### Risques et bénéfices

#### Risques
Une extension de marque est à réaliser prudemment car elle présente plusieurs risques : 
- le risque d’échec du nouveau produit ;
- le risque de dilution de la marque : Même si le lancement est un succès, il y aura un impact sur la marque mère, qui ne sera pas forcément positif. Pour l’éviter, il faut garantir la cohérence entre l’identité de marque et les caractéristiques du produit en extension.

#### Bénéfices
Quand une marque réalise une extension de produit avec succès, cela permet à la marque de capitaliser sur une marque existante. Les coûts de lancement sont donc réduits.
De manière générale, lorsqu’une extension de marque est menée avec succès, la marque évolue indéniablement. Le lancement d’un nouveau produit entraîne des sources de revenus potentielles supplémentaires pour la marque et permet de capter toujours plus de clients sur les différents segments produit sur lesquels la marque se développe.

### Extension de gamme
La stratégie d’extension de gamme consiste à utiliser une marque existante pour lancer des nouvelles versions d’un produit sur un marché déjà investi par la marque.
Les extensions de gamme peuvent être : 
- verticales : utiliser une marque existante pour lancer une variante d’un produit existant avec un niveau de performance et de prix plus élevé : c’est la montée en gamme. Il est également possible de lancer un nouveau produit avec un niveau de performance plus faible, qui se traduit par une baisse de prix : c’est la descente en gamme ;
- horizontales : lancer une variante du produit avec le nom d’une marque existante sur le marché. Le prix, les performances et la qualité du nouveau produit sont comparables aux produits déjà existants de la marque.

#### L’extension de gamme verticale: la descente en gamme
La descente en gamme se traduit par un lancement d’un nouveau produit avec un niveau de performance plus faible. L'objectif est de développer la marque sur des segments de marché où les volumes de ventes sont plus importants.
Les clés de succès sont :
- la différenciation du nouveau produit par rapport à la gamme existante ;
- la nécessité de préserver le positionnement prix de la marque en créant de nouveaux segments de marché ;
- la pertinence des valeurs de la marque sur le segment bas de gamme du marché.

Apple a également appliqué cette stratégie grâce à des produits moins chers sortis petit à petit. Cette stratégie a permis à la marque de faire évoluer son image. Mais Apple a toujours réussi à maintenir son positionnement prix : l’iPod Shuffle, le produit le moins cher de la marque, est resté le plus cher dans cette catégorie de produit.

#### L’extension de gamme verticale: la montée en gamme
Cette extension consiste à utiliser une marque existante pour lancer une variante d’un produit existant avec un niveau de performance et de prix plus élevé. L’objectif est de toucher de nouveaux consommateurs.
Les clés de succès de la montée en gamme sont : 
- la pertinence de la marque sur le segment haut de gamme ;
- la différenciation du produit premium par rapport aux produits existants ;
- le respect du positionnement prix de la marque.

#### L’extension de gamme horizontale
Une extension de gamme horizontale consiste à lancer une variante du produit avec le nom d’une marque existante sur le marché. Les prix et les performances du nouveau produit sont comparables aux produits déjà existants de la marque.
Les marques sont un capital et pour lancer de nouveaux produits, les entreprises capitalisent sur cette notoriété, réputation et image déjà intégrée dans la culture. Les extensions sont donc aujourd’hui très pratiquées par les entreprises.

## Les extensions internationales de marque
L’extension des entreprises hors des frontières de leurs pays d’origine correspond au phénomène d’internationalisation de leurs activités économiques. En marketing, l’internationalisation d’une marque correspond à l’action d’étendre la présence d’une marque au-delà de son territoire géographique d’origine pour augmenter son capital de marque.
C’est ce que Benoît Heilbrunn appelle l’extension géographique des activités de la marque : « Du fait de la mondialisation des processus de fabrication et de consommation, l’un des axes de déploiement d’une marque est bien évidemment l’internationalisation de ses activités ». Selon lui, une marque est dite internationale quand ses produits ou services sont commercialisés dans un nombre significatif d’espaces géographiques.
L’implantation d’une marque dans de nouveaux pays est un excellent facteur de croissance pour l’entreprise. Cependant, une mauvaise stratégie de développement international peut leur être défavorable, jusqu’à engendrer de lourdes pertes financières ou une détérioration de l’image de la marque.

### La compréhension du nom de la marque à l’étranger
Il faut également prendre en compte la compréhension du nom de la marque dans les différentes langues des pays vers lesquels la marque va décider de s’internationaliser. Souvent, la difficulté réside dans la traduction du nom de la marque et ses produits sur les marchés internationaux. Un problème bien connu du secteur automobile, c’est l’expérience vécue par la marque Toyota, qui lors du déploiement international du modèle « Toyota Fiera » à Porto Rico a suscité la controverse, « fiera » signifiant en espagnol « n’avance pas », un nom difficilement compatible dans ce contexte.

### Un nom de marque juridiquement disponible dans le pays d’implantation
Une entreprise souhaitant exporter une de ses marques à l'étranger doit s’assurer de la disponibilité juridique du nom de sa marque dans les pays d’implantation. Si le nom est déjà déposé juridiquement dans le pays en question, alors la marque devra faire le choix d’un nom différent. Le groupe Mars, détenteur de la marque Twix dans de nombreux pays a dû à ce titre en 1978, baptiser sa célèbre barre chocolatée « Raider » en France où le nom « Twix » était déjà déposé.
Le dépôt légal du nom de marque doit s’effectuer auprès de l’INPI, institution publique indépendante chargée de la protection des droits sur les titres de propriété industrielle.

### Les stratégies d’internationalisation des marques
On peut distinguer trois grandes approches stratégiques :

#### L’approche locale
La gestion de la marque s‘organise par pays, elle est adaptée pour répondre aux conditions du marché et aux facteurs culturels, soit parce que la marque n’existe que dans un seul pays ou groupe de pays.

#### L’approche multidomestique ou «glocale»
Ce type d’approche vise à développer une position stratégique et une structure organisationnelle permettant une grande sensibilité et une forte capacité de réaction à l’égard des différences d’environnements nationaux. Une marque glocale standardise certains éléments de sa stratégie de marque (nom de la marque, packaging, distribution par exemple) et en adapte d’autres (offre produit, publicité, promotion des ventes, etc.).
Selon Kotler, la plupart des activités de marketing seront plus efficaces si elles sont adaptées aux conditions locales et aux circonstances du marché, autrement dit si elles ont adopté une stratégie « glocale ». Alors qu’une stratégie de marketing purement globale ne serait pas idéale car elle ne prendrait pas en compte les différences locales.

#### L’approche globale ou mondiale
Une vision standardisée et uniforme de la stratégie de marque appliquée à l’ensemble des pays dans lesquels la marque est implantée. L’offre est reproduite à l’identique dans les différents pays sans différenciation entre ces derniers. La conception de l’offre, le contrôle du réseau de distribution ou encore le contrôle de la qualité sont standardisés. L’identité visuelle reste souvent la même dans tous les pays où la marque est implantée.

### Les différents types de marques internationales
Il existe trois types de marques : 
- marques locales ou régionales : Les marques qui ne sont présentes que dans un seul pays. Les consommateurs y sont souvent attachés, elles sont ancrées dans les habitudes de consommation, ce qui permet de créer une certaine proximité dans la relation client ;
- marques mondiales : Présentes à travers le monde, elles suivent une adaptation marketing selon les pays d’implantation. Leur succès s’appuie sur deux principales caractéristiques : une image nationale et un concept transculturel. Elles développent à la fois des besoins mondiaux et locaux. L’équilibre entre standardisation et adaptation de l’offre est le secret de ces marques. Pour s’adapter aux différences culturelles, ces marques cherchent à créer de la proximité en s’appuyant sur des références locales jusqu’à parfois les percevoir comme marques locales ;
- marques globales : Catégorie établie par Peebles en 1989, elle reste un concept encore flou. Ces marques sont présentes dans le monde et proposent la même offre dans tous les pays, elles sont gérées avec une vision uniforme et standardisée, sans prendre en compte les différences culturelles et conditions locales du marché.

## Cycle de vie de la marque
Une marque qui va se positionner sur un marché va être confronté à différentes phases au cours de son existence : elles représentent le cycle de vie de la marque.
Il est important de différencier le cycle de vie de la marque du cycle de vie d’un produit. En effet, le cycle de vie du produit correspond aux différentes phases par lesquelles le produit passera durant son existence sur son marché. La marque, quant à elle, passe par plusieurs périodes. Nous pouvons ainsi distinguer un cycle d’un autre, étant donné qu’une marque a la capacité de durer sur son marché tout en étant totalement dissocié de ses produits.
Afin de faire durer une marque, il faut exprimer ses valeurs au travers de sa communication et de ne pas cesser les innovations produit (source : Au cœur de la marque - Géraldine Michel).

### Les 4 périodes de développement
La marque passerait donc par 4 périodes de développement que nous allons citer ci-dessous. Chaque période sera illustrée par l’exemple de la marque Apple pour voir son évolution.
- La période fondatrice : correspond à une phase de lancement, à ce moment-là l’identité de la marque s’illustre à travers le produit. Durant cette période, il est nécessaire de développer une plateforme de marque, une réelle réflexion identitaire.La marque Apple a débuté cette période en développant son premier produit sous le logo multicolore.

- La période de découpage : la marque se détache peu à peu du produit de base pour fonctionner de manière indépendante. Apple a construit l’univers de sa marque et n’est plus seulement reconnue grâce à l’ordinateur portable. Le logo a lui seul permet à un consommateur de reconnaître la marque.

- La période d’enracinement : elle permet à la marque de renforcer son identité, tout en restant proche des valeurs qu’elle a énoncées précédemment. Il ne faut pas qu’elle s’en éloigne trop et que sa communication soit cohérente afin de ne pas creuser un écart entre l’image voulu et l’image perçue. Apple, pendant cette période, a développé des smartphones en plus des ordinateurs portables. À chaque lancement de produit, l’univers d’Apple et ses valeurs ont été mises en avant afin de conserver l’ADN de la marque.

- La période d’essaimage : la marque est désormais capable de s’étendre considérablement et de développer des marques filles. Elle peut s’étendre de manière géographique ou bien développer de nouvelles catégories de produits.Grâce au succès considérable de sa marque, Apple a réalisé une extension de marque et de gamme en proposant les produits comme l’iPad ou encore l’Apple Watch. Ces nouveaux produits sont devenus des marques à part entière.

### La période de déclin
À la suite de ces quatre périodes, la marque pourra également être confronté à une période de déclin. Plusieurs causes de déclin sont possibles comme les problèmes de pertinence de management par exemple. Il est important de souligner que ce possible déclin n’est pas lié à l’âge de la marque : « des marques qui existent depuis peu peuvent vieillir prématurément » (Bontour et Lehu, 2002). Ainsi, la marque qui n’est pas suffisamment entretenue peut voir sa longévité remise en question.” (source : Chaire Marques & Valeurs)

## Résurrection de la marque

### La mort d’une marque
Les marques doivent constamment se battre pour survivre. Toutes n’ont pas les mêmes armes à disposition et ne peuvent pas combattre aussi efficacement les unes que les autres (David Aaker et Joachimsthaleur, 2000). Le cycle de vie de la marque est erratique (Vandaele, 1986). Certaines d’entre elles peuvent avoir des accidents de parcours et disparaître. Des marques existent depuis peu et peuvent vieillir prématurément, à l’inverse depuis des décennies certaines marques existent et ne cesse d’avoir du succès. Cela ne dépend pas de l’âge de la marque mais de son management en général.
Dans un contexte économique de plus en plus incertain, la mort d’une marque peut être liée à différents facteurs. Pour pouvoir assister à une renaissance, il faut qu’un cycle se termine. Les raisons peuvent être diverses : par exemple par la disparition des fondateurs, la fusion avec une autre marque, la faillite de l’entreprise en raison d’un manque d’innovation, le refus de s’adapter aux tendances du marché, un développement trop local, un mauvais marketing, un problème managériale ou encore de mauvaises décisions stratégiques.

### Le patrimoine de la marque à conserver
Certaines marques reviennent sur le marché après de longues années d’absence. Le nombre d’année n’est pas forcément un obstacle à la résurrection. La marque est un vrai patrimoine et même morte elle garde des valeurs, une personnalité, une image et une identité. Si une marque disparaît du quotidien du consommateur, le public lui peut rester attaché à elle. Leur aura puissante, les liens qu’elles ont construit avec les consommateurs, l’image qu’elles ont imprégnée dans la société en font des fantômes du quotidien.
Les marques qui renaissent doivent beaucoup à la conviction et à la persévérance de leur(s) créateur(s). « Il y a quelque chose de jouissif à exhumer le passé, à faire renaître une marque qui fait partie du patrimoine ou de l’héritage collectif. Ce n’est pas seulement une histoire de nostalgie », note Emma Fric, directrice recherche & prospective chez Peclers Paris. Pour assurer la reprise d’une marque disparue, il est fondamentale de bien comprendre la personnalité de la marque historique. Relancer une marque, c’est donc ne pas oublier d'où elle vient, son histoire et sa culture. Elle doit conserver ce qui la singularise et la rend unique.
La force dans la résurrection d’une marque c’est de ne pas faire disparaître son patrimoine mais simplement le rénover et lui apporter un nouveau vent de fraîcheur.

### Les éléments à prendre en compte dans la résurrection des marques
La renaissance d’une marque plonge ses racines dans le passé mais fait l'objet d’un important travail sur le renouveau du produit ou service, dans le respect de l’esprit initial, afin de le mettre au niveau des exigences du consommateur. La force de la résurrection réside dans le fait qu’installée dans la mémoire collective la marque garde en notoriété et en légitimité en raison de son savoir-faire historique. Un atout pour le nouveau produit ou service commercialisé.
La résurrection des marques peut être perçue comme une seconde chance et l’occasion de revenir en force sur le marché. Il est donc important d’avoir une vue à 360 degrés et de s'interroger sur plusieurs leviers. Décider de relancer ou non une marque c’est la comparer avec la concurrence, suivant sa performance, son exposition média, son histoire et ses avantages comparatifs. (Wansink, 2000)
Faire renaître une marque c’est donc garder son nom et faire évoluer la gamme produit ou service. Le management, en conséquence, est revu en intégralité. La résurrection de la marque implique de séduire de nouveaux consommateurs, plus moderne et avec des attentes différentes. Une étude approfondie des nouvelles tendances du marché sera également un facteur clé de succès dans la résurrection de la marque.

## Standardisation
Les normes de marque ISO élaborées par le comité ISO/TC 289 sont:
- 'ISO 10668:2010'   Évaluation de la marque - Exigences pour l'évaluation monétaire de la marque ,
- 'ISO 20671: 2019'   Évaluation de marque - Principes et principes fondamentaux .

Deux autres normes ISO sont en cours d'élaboration par l'ISO/TC 289:
- ISO/AWI 23353 Évaluation des marques - Lignes directrices pour les marques relatives aux indications géographiques [46]
- ISO/AWI 24051 Évaluation de la marque - Guide pour l'évaluation annuelle de la marque[47].